# Franco Monticone
Franco Monticone (Asti, 13 febbraio 1940 – Roma, 17 agosto 2022) è stato un generale italiano, già Comandante del 9º Battaglione d'assalto paracadutisti "Col Moschin" e della Brigata paracadutisti "Folgore". 
La sua carriera è stata indirizzata essenzialmente verso gli aspetti organizzativi ed esecutivi dei settori addestrativo e operativo.
È stato Presidente Onorario della Sezione di Roma dell'Associazione Nazionale Paracadutisti d'Italia.

## Biografia

### Carriera militare
Figlio di un sottufficiale della Marina Militare ha vissuto a Genova sino al 1958, quando è stato ammesso al 15º Corso dell'Accademia militare di Modena nella quale, al termine del biennio, è risultato tra i primi in graduatoria di merito.
Dopo la frequenza della Scuola d'Applicazione d'Arma, nel 1963 è stato assegnato al Battaglione Alpini "Aosta”, che aveva funzione di reparto sperimentale per l'impiego di un nuovo tipo di armamento: la conseguente intensa attività addestrativa consentì all'allora tenente Monticone di acquisire un'importante esperienza nell'impiego delle Minori Unità.
Già in possesso dal 1961 dell'abilitazione al lancio con paracadute, nel 1964 ha conseguito il brevetto di "Istruttore militare di alpinismo” ed è successivamente stato trasferito al 1º Reggimento Paracadutisti a Livorno, dove ha comandato per due anni il plotone e per altri due anni la 15ª Compagnia "Diavoli Neri”, peraltro costantemente citata come esempio nelle direttive addestrative del Comando Brigata Paracadutisti "Folgore”.
Nel 1968 è stato destinato al Battaglione Sabotatori, diventato in seguito il 9º Reggimento d'assalto paracadutisti "Col Moschin", dove ha conseguito le qualifiche di "Guastatore paracadutista” e di "Operatore subacqueo”.
Nel 1970 ha frequentato la Scuola di Guerra, al termine della quale è stato assegnato al settore operativo del Comando della Brigata "Folgore”, e successivamente destinato allo Stato Maggiore Esercito.

#### 9º Battaglione d'Assalto - Costituzione UNIS
Nel 1978 assume il comando del 9º Battaglione d'Assalto Paracadutisti "Col Moschin” dove, come primo compito su impulso degli alti vertici politici e militari, ha avuto l'incarico di creare e addestrare quella che in Italia fu tra le prime Unità di Intervento Speciale (UNIS), nell'ambito della primissima attenzione dello Stato dedicata al controterrorismo.
L'elaborazione delle modalità d'impiego per situazioni e obiettivi diversi da quelli consueti di tipo militare (ma tipici della eversione, non solo italiana ma anche europea, emersa in quegli anni) e la preparazione del personale svolta in condizioni di massimo realismo, hanno costituito per l'Italia una prima barriera alle aggressioni terroristiche, e per l'Ufficiale un'ulteriore esperienza circa l'impiego delle Forze speciali.

#### Brigata Paracadutisti "Folgore"
Dal 1980 al 1985 ha ricoperto prima l'incarico di Capo di Stato Maggiore della Brigata "Folgore” e, una volta promosso al grado di Colonnello, quello di Vice Comandante. Dopo ulteriori incarichi presso lo Stato Maggiore Esercito, viene promosso Generale di Brigata e nel 1988 assume il comando della Brigata Paracadutisti "Folgore", mantenuto sino al 1991. Durante questo comando il Gen. Monticone, avvalendosi di collaboratori attentamente selezionati, ha notevolmente migliorato la sicurezza d'impiego del paracadute Irvin 80 B. Mentre infatti in precedenza tale paracadute aveva presentato non pochi problemi di funzionamento, nei quattro anni successivi non si verificarono incidenti di rilievo.

#### Comandante ITALPAR
Nel 1991 è stato impiegato nel Kurdistan iracheno nell'ambito della Operazione Provide Comfort, come Comandante del Contingente ITALPAR, che costituiva la componente operativa schierata nel nord dell'Iraq, facente parte di un contingente internazionale comandato dal Generale statunitense. La missione ebbe pieno successo per i rapporti di fiducia instaurati con la popolazione curda e per la collaborazione operativa realizzata con i Peshmerka. Nei confronti dell'Esercito Italiano e verso l'operato del Generale Monticone fu manifestata ampia stima dal Comando alleato.

#### Il falso golpe
Nel 1993 fu coinvolto, assieme ad alti vertici militari, nel c.d. Affare Lady Golpe, nato dal fatto che l'estremista Gianni Nardi avesse svolto il proprio servizio militare come paracadutista.
L'epilogo giudiziario fu chiaro e vide condannati per calunnia ed autocalunnia gli accusatori del Generale, con la piena destituzione da ogni fondamento di tutte le accuse che lo riguardavano tanto che fu successivamente promosso al grado di generale di corpo d'armata. Di certo gli anni ‘90, periodo antecedente alla nascita della c.d. "Seconda Repubblica”, furono anni particolarmente tumultuosi e caratterizzati da notevoli trasformazioni politiche e sociali, che videro nascere diversi casi nazionali dai contorni oscuri e mai completamente chiariti, che favorirono lo sviluppo di vicende evidentemente destinate a distrarre l'attenzione dell'opinione pubblica.

#### Organizzazione Forze Speciali e Studio "Sistema Soldato"
Il Gen. Monticone ha frequentato il Centro Alti Studi per la Difesa ed è stato Comandante della Forza d'intervento rapido.
Dal 1994 è stato impiegato presso lo SME con il compito di studiare l'organizzazione delle Forze Speciali dell'Esercito: il risultato di tale attività è stata la creazione di un Reggimento Ranger e di un Reggimento Acquisizione Obiettivi, il 185° RAO. 
Nel contempo ha per primo ricoperto l'incarico di Capo del Gruppo di lavoro deputato al nuovo studio riguardante lo sviluppo e la configurazione del "Sistema Soldato”, che continua sino ad oggi con la nuova dizione di "Soldato sicuro”.
Franco Monticone ha lasciato il servizio dopo aver conseguito il grado di Generale di Corpo d'Armata.  Nel campo delle aviotruppe ha conseguito l'Abilitazione ai lanci in caduta libera, l'Abilitazione ai lanci da alta quota con apparecchiature ad ossigeno, il brevetto di Istruttore militare di paracadutismo e le qualifiche di Direttore di lancio e di Comandante di pattuglia guida.

## Principali Onorificenze
- Due Croci d'argento al merito dell'Esercito[8]
- Medaglia d'argento al merito di lungo comando nell'Esercito.
- Medaglia d'oro al merito di lunga attività di paracadutismo.
- Croce commemorativa per la partecipazione alle operazioni in Kurdistan.
- Croce commemorativa per la partecipazione alle operazioni in Bosnia.
- Medaglia di bronzo al merito della Croce Rossa.
- Medaglia per meriti di servizio (U.S.A.).
- Grande Ufficiale al merito della Repubblica Italiana